# Szevendekli
Szevendekli (macedónul: Севендекли, törökül Sevindikli) település Észak-Macedóniában, a Délkeleti körzet Dojrani járásában.

## Népesség
| Lakosok száma | 349  | 390  | 101  | 70   | 45   | 43   | 20   | 3    |      |
|               | 1948 | 1953 | 1961 | 1971 | 1981 | 1991 | 1994 | 2002 | 2021 |

2002-ben 3 lakosa volt, akik mindannyian törökök.